# Edgar Chahine
Edgar Petrosi Chahine (in armeno Էդգար Պետրոսի Շահին?; Vienna, 31 ottobre 1874 – Parigi, 18 marzo 1947) è stato un pittore, illustratore e incisore francese di origine armena.

## Biografia
Nacque a Vienna da genitori di origine armena, allora in viaggio nell'Impero austro-ungarico per motivi di lavoro. Il padre, dirigente della Banca Ottomana di Istanbul, poté permettergli un'ottima educazione, e Chahine crebbe e si formò nella capitale turca; incline all'arte, si trasferì a Venezia dove studiò all'Accademia di Belle Arti e infine a Parigi, dove si svolse buona parte della sua carriera artistica.
Entrò a far parte della Société des Artistes Français, divenendone collaboratore attivo; il suo primo lavoro di rilievo fu un'acquaforte con soggetto un vagabondo (Studio di miserabili), che venne esposta nel 1896. Oltre a dipingere svariati quadri (la maggior parte dei quali è sfortunatamente andata perduta in un incendio nel 1926, in una successiva inondazione della Senna nel 1942 e infine nelle distruzioni della seconda guerra mondiale), sopravvivono dei suoi lavori numerose illustrazioni di opere (fra gli altri) di Anatole France, Joris-Karl Huysmans e Colette. Si dedicò anche all'incisione, e vinse per questo una medaglia d'oro all'Expo di Parigi del 1900 e un'altra alla V Esposizione internazionale d'arte di Venezia nel 1903. Continuò ad esporre ininterrottamente le proprie opere alla Biennale di Venezia fino al 1926.
Nel 1925 ottenne la cittadinanza francese, ma non per questo smise di sostenere l'indipendentismo armeno. Le sue fortune declinarono con la fine della Belle Epoque, e morì a Parigi nel 1947 dopo essersi ritirato a vita privata.